# Cortinarius caperatus
Cortinarius caperatus é um cogumelo comestível do gênero Cortinarius encontrado nas regiões do norte da Europa e América do Norte. Era conhecido como Rozites caperata por muitos anos antes de estudos genéticos revelarem que pertencia ao gênero Cortinarius. Os corpos frutíferos aparecem no outono em bosques de coníferas e faias, bem como em charnecas no final do verão e outono. A tampa de cor ocre tem até 10 cm (4 pol) de diâmetro e tem uma superfície fibrosa. As brânquias cor de barroestão presas ao estipe sob a tampa, e o estipe é esbranquiçado com um anel esbranquiçado. O nome específico latino, caperatus, significa enrugado e refere-se à textura distinta da tampa. A carne tem um cheiro e sabor suaves.
Popular entre as forrageadoras de cogumelos, C. caperatus é colhida sazonalmente em toda a Europa. Embora de sabor suave e altamente considerado, os cogumelos são frequentemente infestados de larvas. Na Europa central, espécimes antigos podem ser confundidos com o venenoso Inosperma erubescens no verão. Os corpos de frutificação de C. caperatus foram encontrados para bioacumular mercúrio e isótopos radioativos de césio.